# 印度鬚角鮟鱇
印度鬚角鮟鱇為輻鰭魚綱鮟鱇目棘茄魚亞目鬚角鮟鱇科的其中一種，發現於太平洋的澳洲及夏威夷群島海域，屬深海魚類，棲息深度可達1900公尺，屬肉食性，雄魚寄生在雌魚身上。
其种加词“indica”意为“印度的”。